# Lekcionář Arnolda Míšeňského

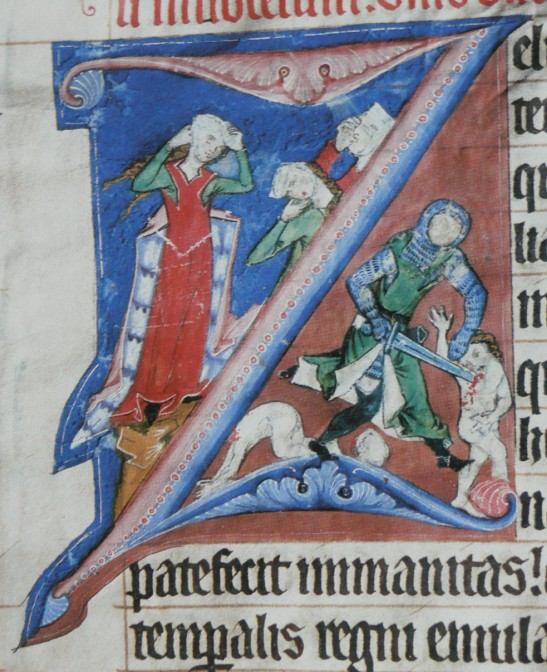
Vraždění neviňátek

Lekcionář Arnolda Míšeňského je iluminovaný lekcionář z konce 13. století pojmenovaný po svém písaři Arnoldovi Míšeňském a zhotovený pro ženský cisterciácký klášter Marienstern v Horní Lužici. Objednavatelem byl míšeňský biskup Bernard z Kamence. Původně se jednalo o dvousvazkové dílo, letní část lekcionáře se ztratila po druhé světové válce. V současnosti je rukopis, také zvaný jako Osecký lekcionář uložen v Národní knihovně České republiky (sign. Osek 76).

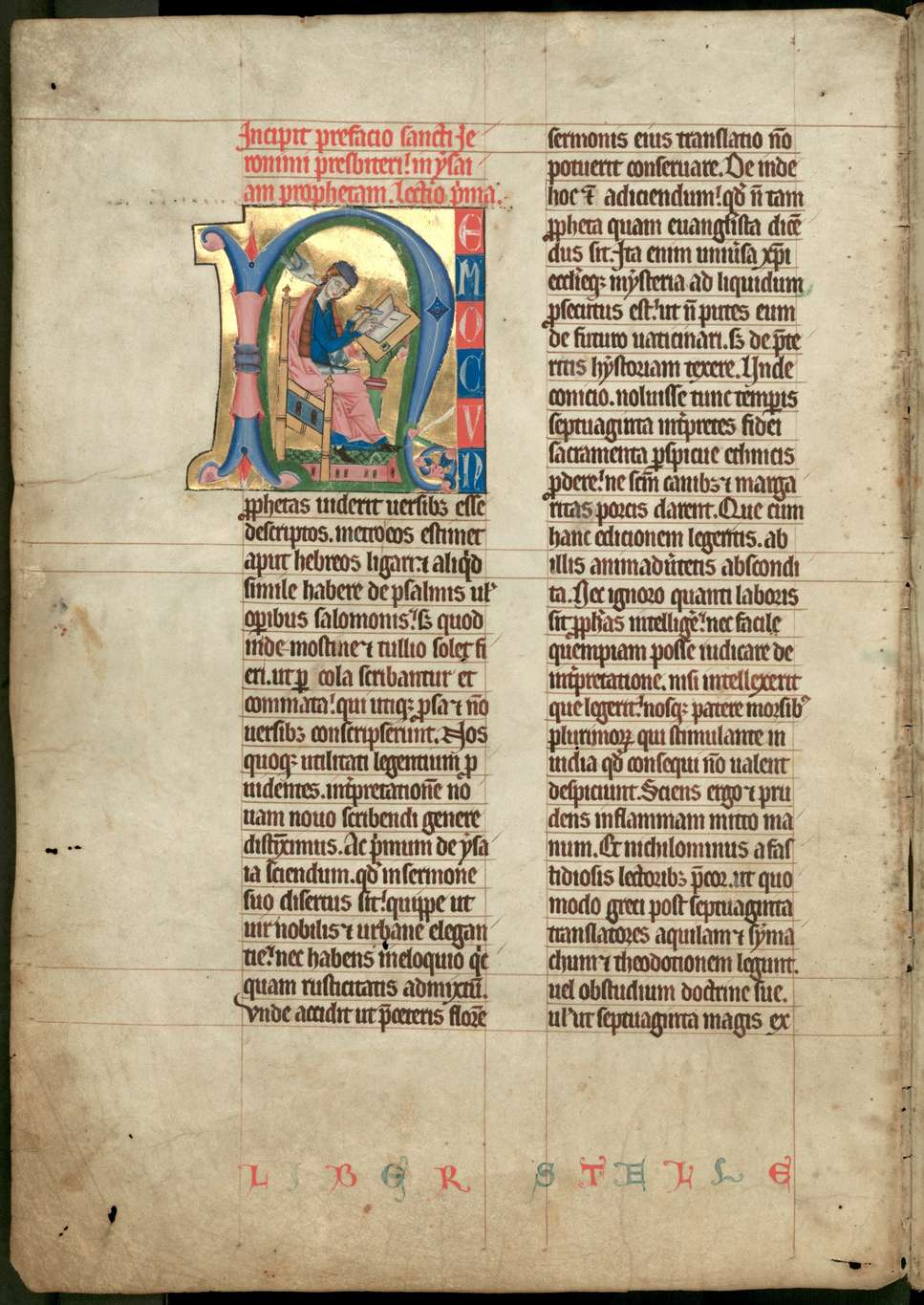
Lekcionář A. Míšeňského, Národní knihovna ČR, sign. Osek 76, fol. 1v

Devatenáct iluminovaných a třicetři ornamentálních iniciál pochází z pražské iluminátorské dílny a jsou ovlivněny západoevropskou a byzantsko-benátskou knižní malbou.